# Trosgamander
De trosgamander (Teucrium botrys) is een eenjarige plant met een onaangename geur die behoort tot de lipbloemenfamilie (Labiatae of Lamiaceae).
Het is een plant van vrij droge, kalkrijke grond. De plant komt van nature voor in het westelijk Middellandse Zeegebied en in Midden-Europa tot Polen en de noordelijke Balkan. In Nederland komt de plant voor in Zuid-Limburg. Ze staat op de Nederlandse Rode lijst van planten als zeer zeldzaam en zeer sterk in aantal afgenomen. De plant is in Nederland wettelijk beschermd sinds 1 januari 2017 door de Wet natuurbescherming.
De plant wordt 7-60 cm hoog. De stengel is bezet met klierharen. De in omtrek eironde, klierachtig behaarde bladeren zijn veerdelig tot dubbelveerdelig.
De trosgamander bloeit van juli tot de herfst met roze, 1,5-2,5 cm lange bloemen, waarbij de driespletige onderlip vaak bleker van kleur is. De bovenlip is diep gespleten. De met klierharen dichtbehaarde kelk heeft bij de voet aan de onderzijde een knobbel. De bloemen staan alleen in de bladoksels of in schijnkransen met weinig bloemen.
De vrucht is een vierdelige splitvrucht. Het bijna ronde, gegroefde nootje (zaad) is 1,5-2 mm groot.

## Namen in andere talen
- Duits: Trauben-Gamander, Feld-Gamander
- Engels: Cutleaf Germander, Cut-leaved Germander
- Frans: Germandrée botryde, Germandrée en grappe